# شهرستان وال ورده (تگزاس)
شهرستان وال ورده، تگزاس (به انگلیسی: Val Verde County, Texas) یک سکونتگاه مسکونی در ایالات متحده آمریکا است که در تگزاس واقع شده‌است.

## خصوصیات
شهرستان وال ورده ۸٬۳۷۳٫۴۸ کیلومترمربع مساحت دارد.